# Million Years Ago
«Million Years Ago» (рус. «Миллион лет назад») — песня британской певицы и автора песен Адели с третьего студийного альбома 25. Написанная Аделью и Грегом Керстином, так же являющимся продюсером трека, песня была записана как 9-й альбомный трек лейблом XL Recordings.
Номинация на премию Daytime Emmy Award for Outstanding Musical Performance in a Daytime Program за живое исполнение песни «Million Years Ago» в американском телевизионном шоу Today.

## История
«Million Years Ago» это акустическая мелодия в сопровождении только гитары, в которой Адель тоскует о своём не так далеком детстве.
Текст песни касается темы славы и то, как это пугает и как это затрагивает все отношения с окружающими.

## Живые выступления
Адель впервые представила песню в программе Adele at the BBC, которая была записана 2 ноября 2015 года в студии The London Studios и вышла в эфир на BBC One 20 ноября. Она также представила песню в программе Today 25 ноября 2015 года.

## Чарты

### Еженедельные чарты
| Чарт (2015—17)                         | Высшая позиция |
| -------------------------------------- | -------------- |
| Австралия (ARIA)                       | 84             |
| Бельгия/Фландрия (Ultratop 50)         | 48             |
| Бельгия/Валлония (Ultratop 50)         | 46             |
| Канада (Billboard Canadian Hot 100)    | 97             |
| Финляндия (Latauslista Download)       | 8              |
| Франция (SNEP)                         | 42             |
| Германия (GfK)                         | 74             |
| Венгрия (Single Top 40)                | 36             |
| Ирландия (IRMA)                        | 94             |
| Израиль (Media Forest)                 | 3              |
| Netherlands Digital Songs (Billboard)  | 7              |
| Шотландия (OCC Scotland)               | 24             |
| Испания (PROMUSICAE)                   | 25             |
| South Korea International Chart (Gaon) | 22             |
| Великобритания (OCC UK Singles)        | 64             |
| Великобритания (OCC UK Indie)          | 10             |
| США (Billboard Bubbling Under Hot 100) | 19             |
| США (Billboard Digital Song Sales)     | 28             |

## Сертификации
| Регион                                                                      | Сертификация | Продажи |
| --------------------------------------------------------------------------- | ------------ | ------- |
| Великобритания (BPI)                                                        | Серебряный   | 200 000 |
| Данные о продажах + прослушиваниях приведены только на основе сертификации. |              |         |